# Multics
Multics operativsystemet (Multipleksede Information og Computing Service) var forløberen til UNIX og andre moderne operativsystemer.
Multics, som startede i 1964, var et baneførende time-sharing operativsystem som blev udviklet i et projekt med deltagelse af flere af samtidens store koncerner: (Massachusetts Institute of Technology (MIT), General Electric og Bell Labs indførte en lang række nye koncepter, f.eks. dynamisk linking og et hierarkisk filsystem. Det var ekstremt magtfuldt, og UNIX kan (med lidt god vilje) anses for at være en "fornyet" efterfølger til Multics. (Navnet "Unix" er i sig selv en afledning af "Multics").
Multics havde en hård start med store krav, fra interessenterne, til funktionaliteten kombineret med krav om økonomisk gevinst. Hertil kommer at programmørerne erfarede at man rent teknisk havde slået et "for stort brød op". idet nogle funktioner var så omfattende at man måtte midlertidigt erstatte dem med mindre. Det gav problemer med opdateringen af manualerne som man var begyndt på, mens man afventede på, at compilerne skulle færdiggøres. År 1968-1969 var Multics-projektet tæt på at blive afviklet.
Bell Labs trak sig ud af projektet efter flere forsøg fra de deltagende repræsentanter på at forlænge projektet. Med udgangspunkt i erfaringerne fra Multics – blandt andet med at nedbryde funktioner i mindre enheder – udviklede Bell Labs i stedet for UNICS (Uniplexed Information and Computing Service) – den senere nok så kendte UNIX.
General Electric fortsatte i Multics-projektet, men solgte 1970 sin computerdivision til Honeywell.
MIT fortsatte også – ikke mindst brugte de Multics helt frem til 2. januar 1988.
Der var en hel del andre brugere i begyndelsen af Multics. Mange af disse brugere brugte Multics til at skrive dokumenter og elektronisk post såvel som programmering. En gruppe arbejdede på det, der senere blev ARPANet, hvor de designede hardware og software, der koblede Multics til ARPANet som host 0 på IMP # 6, september 1971. Igen gjorde andre projektgrupper brug af Multics i de første tiltag til forskning i relationsdatabaser.

## Andre virksomheder, som anvendte Multics anlæg
- United States Air Force Data Services Center, The Pentagon, Arlington VA, USA
- Ford
- Industrial Nucleonics
- University of SW Louisiana

Der blev endvidere i 1980'erne solgt en del Multics anlæg til Europa, især Frankrig.

## Multics lukker ned
Multics udvikling blev stoppet af Honeywell i juli 1985. Ikke desto mindre fortsatte Multics-systemerne et par år endnu.
USA's National Security Agency's DOCKMASTER maskine blev lukket i marts 1998, efter gentagne udvidelser. Hardwaren fra dette websted, med undtagelse af harddiske, blev givet til det nationale cryptologic Museum, som igen udlånte det permanent til Computer Museum History Center i Mountain View, Californien.
Det sidste kørende Multics-system, det canadiske Department of National Defense Multics-websted i Halifax, Nova Scotia, Canada, lukkede ned den 30. oktober 2000 klokken 17:08 UTC. Dette system blev konverteret til at være Y2K kompatibel og var indtil september 2000 det vigtigste produktionssystem.

## Frigivelse af Source
- Bull HN har stillet kildeteksten til rådighed "til ethvert formål og uden gebyr" på MIT i november 2007. Et kørende Multics OS har siden 2014 frit kunnet downloades.[1]